# Girolamo Spinola

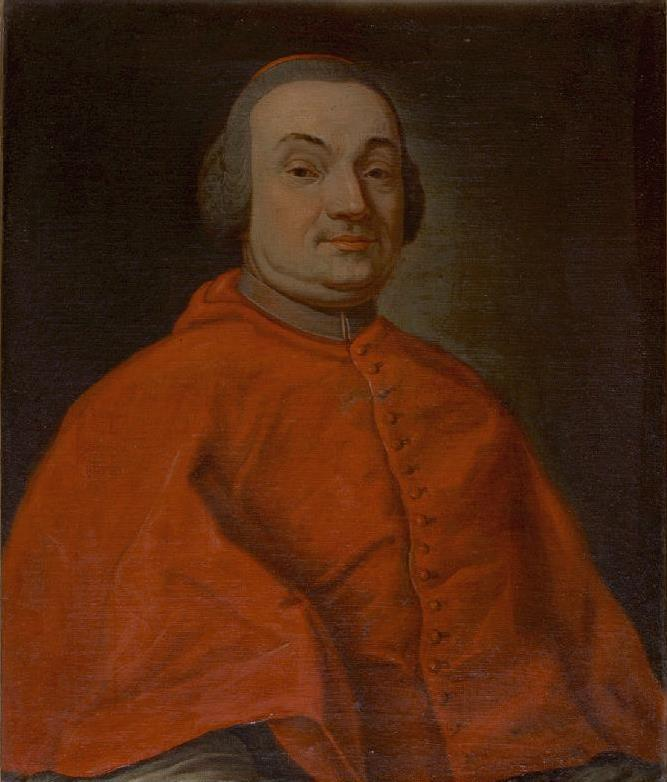
Girolamo Kardinal Spinola (Schule von Bologna, 18. Jhd.)

Wappen der Kardinal-Erzbischöfe aus dem Hause Spinola

Girolamo Spinola (* 15. Oktober 1713 in Genua; † 22. Juli 1784 in Rom) war ein italienischer katholischer Erzbischof und Kardinal der Römischen Kirche.

## Leben
Girolamo Spinola war das zweite von fünf Kindern von Niccolò Spinola und Maddalena Doria. Er entstammte einer adligen genuesischen Familie, aus der 13 Kardinäle hervorgingen. Er besuchte in Rom das Gymnasium und danach die Universität La Sapienza, wo er am 23. November 1736 in utroque iure promoviert wurde.
Seine kirchliche Laufbahn begann mit kleineren Ämtern an der Kurie in Rom, darunter von 1738 bis 1740 als Vizelegat in Bologna.
Am 15. März 1744 erhielt Girolamo die niederen Weihen; am 19. und 22. März wurde er zum Subdiakon und Diakon sowie am 25. März 1744 zum Priester geweiht. In zehn Tagen hatte er fast alle Weihesakramente erhalten.
Weniger als einen Monat später, am 13. April 1744, wurde er zum Titularerzbischof von Laodicea in Phrygien ernannt. Die Bischofsweihe spendete ihm am 19. April 1744 in der Basilika Santa Maria degli Angeli e dei Martiri in Rom Papst Benedikt XIV. persönlich.
In den folgenden 15 Jahren bekleidete Girolamo Posten als Apostolischer Nuntius: ab 23. April 1744 in Köln, ab 22. Januar 1754 in der Schweiz und ab 8. November desselben Jahres in Spanien.
Im Konsistorium vom 24. September 1759 wurde er von Papst Clemens XIII. zum Kardinal erhoben und zum Kardinalpriester ernannt. Am 15. Dezember 1760 erhielt er die Titelkirche Santa Balbina. Am 13. März 1775 entschied er sich für die Titelkirche Santa Cäcilia. Einen Monat später, am 3. April, wurde er bereits zum Kardinalbischof von Palestrina ernannt, behielt jedoch den Titel Santa Cecilia in commendam.
Als Kardinal bekleidete Spinola verschiedene Ämter in der Römischen Kurie; von 1761 bis 1768 war er päpstlicher Legat in Bologna und später in Ferrara. Er nahm an zwei Konklaven teil: an dem von 1769, das zur Wahl von Papst Clemens XIV. führte, und an dem von 1774–1775, aus dem Pius VI. als neuer Pontifex hervorging.
Kardinal Spinola starb am 22. Juli 1784 in Rom. Seine Gebeine ruhen in der Basilika Santa Cecilia in Trastevere.